# كي. غوبال
كي. غوبال هو سياسي هندي، ولد في 1960 في Nagapattinam ‏ في الهند. نشط حزبياً في أول إنديا أنا درافيدا مونترا كاجاغام ‏. في 2014 Indian general election in Nagapattinam Lok Sabha constituency ‏، انتخب عضو لوك سابها السادسة عشر ‏ عن دائرة Nagapattinam Lok Sabha constituency ‏ وقد انضم خلال فترته النيابية ‏ للكتلة البرلمانية أول إنديا أنا درافيدا مونترا كاجاغام ‏.